# Pterygoplichthys scrophus
Pterygoplichthys scrophus är en fiskart som först beskrevs av Cope, 1874.  Pterygoplichthys scrophus ingår i släktet Pterygoplichthys och familjen Loricariidae. Inga underarter finns listade i Catalogue of Life.